# Raban Truchseß von Wilburgstetten

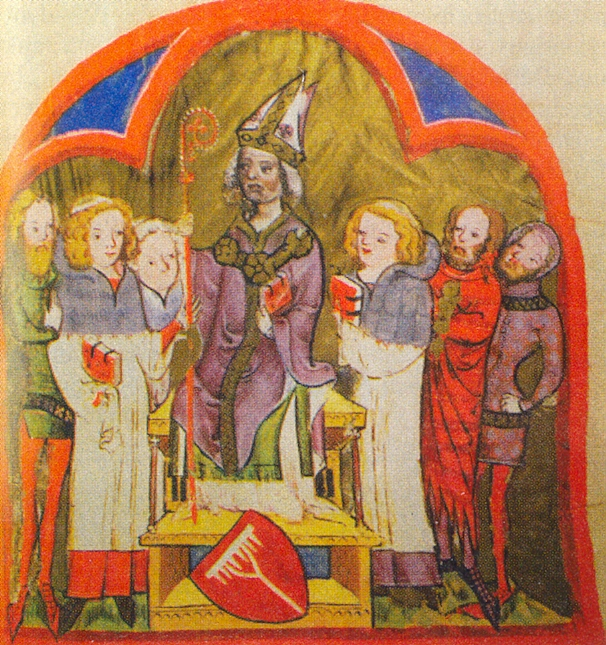
Bischof Raban im Pontifikale Gundekarianum

Raban Truchseß von Wilburgstetten (* um 1295 auf der Burg Wilburgstetten bei Dinkelsbühl; † 18. Oktober 1383 in Nürnberg) war Fürstbischof von Eichstätt von 1365 bis 1383.

## Herkunft
Raban Truchseß von Wilburgstetten stammte aus dem fränkischen Adelsgeschlecht der Truchseß von Wilburgstetten, einem Ministerialengeschlecht der Grafen von Oettingen. Er hatte das Hofamt eines Truchsesses inne. Namensgebender Ort war Wilburgstetten, heute eine Gemeinde im mittelfränkischen Landkreis Ansbach. Seine Mutter war eine geborene von Pfahlheim.

## Leben
Er studierte 1315 an der Universität Bologna Recht und wurde 1318 Kanoniker und Kustos des Stiftes Feuchtwangen. Daneben wurde er 1330 Inhaber der reichen Pfründepfarrstelle von Honhardt. Als Eichstätter Domherr ist er erstmals 1342 nachweisbar; dort wurde er drei Jahre später Kustos der Domkirche. 1346 erhielt er das Amt des Pflegers zu Arberg und 1349 das Pflegeramt zu Eichstätt. Als Dompropst zu Eichstätt ist er erstmals am 14. Februar 1352 belegt. Am 18. Juli 1364 wurde er Pfleger und Verweser des Bistums Regensburg, da der Bruder des Eichstätter Bischofs Berthold Burggraf von Nürnberg, der Regensburger Bischof Friedrich Burggraf von Nürnberg gesundheitlich nicht mehr in der Lage war, sein Bistum zu verwalten; dieses Amt gab er erst im Mai 1366 nach seiner Wahl zum Eichstätter Bischof auf.
Raban hatte schon eine lange, erfolgreiche Karriere hinter sich, als er im betagten Alter von 70 Jahren als Nachfolger Bertholds im September 1365 zum Bischof von Eichstätt gewählt wurde. Am 1. Oktober 1365 reiste er nach Avignon, wo ihm Papst Urban V. am 18. Dezember die päpstliche Provision erteilte. Zwei Tage später empfing er die Priesterweihe und am 21. Dezember die Bischofsweihe. Am 18. Januar 1366 zog er als neuer Bischof feierlich in Eichstätt ein.
In der Ära Karls IV. war er am Abschluss diverser lokaler Landfriedensbündnisse beteiligt. Verdienste erwarb er sich im Bereich der Schuldentilgung seines Bistums und in der Auslösung von Pfandschaften. Zudem mehrte er den Besitz der Eichstätter Kirche. Da die Zeit unruhig war, ließ er zwei Burgen, die Willibaldsburg von Eichstätt und die bischöfliche Burg von Nassenfels vollenden. In mehreren Orten des Hochstifts wurden von ihm die Befestigungsanlagen verstärkt. Bautätigkeit entfaltete er auch in Eichstätt: Er ließ das Langhaus des Domes abreißen und die noch vorhandene Hallenkirche errichten; zur Finanzierung gründete er eine Dombaukasse, die er selbst reichlich bedachte. Das 1366 einem Brand zum Opfer gefallenen Eichstätter Dominikanerkloster ließ er auf eigene Kosten wiedererrichten.
Mehrmals musste sich der Bischof mit dem Raubritterunwesen herumschlagen. 1375 eroberte er die Burg des Ekkelein von Geilingen (Eppelein von Gailingen) in Wald (Ortsteil von) Gunzenhausen und ließ sie schleifen. Gerichtliche Klagen wegen Übergriffe auf seinen Besitz gegen Wilhelm von Seckendorff, Heinrich von Absberg und Berthold Schenk von Geyern gewann er. Um sich besser zu schützen, trat Raban 1375 dem fränkischen Ritterbund zum heiligen Georg bei.
Auf dem Nürnberger Reichstag ereilte ihn am 13. Oktober 1383 nach kurzer Krankheit der Tod. Er wurde im Willibaldschor des Eichstätter Domes bestattet, seine Grabplatte hat sich nicht erhalten.